# Chimarra kumaonensis
Chimarra kumaonensis är en nattsländeart som beskrevs av Martynov 1935. Chimarra kumaonensis ingår i släktet Chimarra och familjen stengömmenattsländor. Inga underarter finns listade i Catalogue of Life.